# Adam Joachim von Podewils
Adam Joachim von Podewils, seit 1741 Graf von Podewils (* 4. Februar 1697 in Suckow in Hinterpommern; † 23. Juni 1764 in Varzin in Hinterpommern), war ein preußischer Offizier.

## Leben und Wirken
Adam Joachim von Podewils entstammte dem namhaften, in Pommern schlossgesessenen Adelsgeschlecht derer von Podewils. Seine Eltern waren der kurbrandenburgischen Obrist Ernst Bogislaw von Podewils (1651–1718) und die Generalstochter Barbara Katharina von Dewitz (1667–1742).
Podewils schlug, der Familientradition entsprechend, die militärische Laufbahn ein. Seit 1713 besuchte er die Ritterschule in Kolberg, war seit 1719 Kornett bei den Gens d’armes und wurde 1722 zum Leutnant und 1724 zum Stabsrittmeister befördert. Er erhielt bald darauf eine eigene Schwadron im Platenschen Dragonerregiment. 1741 wurde er wegen seiner in der Schlacht bei Mollwitz unter Beweis gestellten außerordentlichen Tapferkeit mit dem Orden Pour le Mérite ausgezeichnet und zum Oberstleutnant befördert.
Anlässlich der Huldigung Friedrichs des Großen durch die schlesischen Stände in Breslau 1741, wurde Adam Joachim von Podewils gemeinsam mit seinen Brüdern Heinrich von Podewils (* 1696; † 1760), Erbherr auf Krangen und königlich preußischer Wirklicher Geheimer Staatsminister, Otto Friedrich Christoph von Podewils (* 1702; † 1760), Erbherr auf Wussow, sowie seinem Vetter Otto Christoph von Podewils (* 1719; † 1781), Erbherr auf Gusow und nachmaliger königlich preußischer Gesandter am Wiener Hof, in den erblichen preußischen Grafenstand erhoben.
1742 wurde er Kommandeur des Markgraf Friedrich’schen Kürassierregiments (Nr. 5). Im Juni 1743 wurde er zum Oberst ernannt und im Dezember desselben Jahres zum Generalmajor der Kavallerie mit den Einkünften eines Chefs des Regiments. Er wurde in der Schlacht bei Hohenfriedberg verwundet und war unter anderem 1744 an der Eroberung von Prag beteiligt. Podewils war seit 1748 auch Amtshauptmann zu Limberg.
Aufgrund seiner geschwächten Gesundheit musste er im August 1753 seinen Abschied nehmen. In der Folgezeit widmete er sich der Landwirtschaft auf seinen Gütern. Er war Erbherr auf Varzin, Chemnitz, Domitz, Wussow, Puddiger und Dubberzin.
Während des Siebenjährigen Kriegs wurden seine Güter von den Feinden zerstört. Er selbst wurde 1760 in Schlawe gefangen genommen und nach Marienwerder als Geisel verschleppt. Er sollte für den Markgrafen Friedrich Wilhelm von Schwedt und den Prinzen Friedrich Eugen von Württemberg, die von einem russischen Streifkorps aufgegriffen worden waren, als Bürge benutzt werden. Er erkrankte jedoch und wurde daraufhin auf Befehl der Kaiserin Elisabeth ohne Zahlung eines Lösegelds auf freien Fuß gesetzt. Podewils starb vier Jahre später.
Adam Joachim Graf von Podewils war mit Maria Charlotte von Krockow a.d.H. Peest A († 1750) vermählt. Die Ehe blieb kinderlos.